# Scaptomyza fuscinervis
Scaptomyza fuscinervis är en tvåvingeart som beskrevs av Malloch 1924. Scaptomyza fuscinervis ingår i släktet Scaptomyza och familjen daggflugor. Inga underarter finns listade i Catalogue of Life.